# Юкі Цунода
Юкі Цунода (яп. 角田 裕毅, Tsunoda Yūki, нар. 11 травня 2000 року, Саґаміхара, Канаґава, Японія) — японський автогонщик, що виступає у Формулі-1 за команду Red Bull Racing, чемпіон японської Формули-4 2018 року, бронзовий призер Формули-2 2020 року.

## Кар'єра

### Картинг
Юкі Цунода розпочав свою картингову кар'єру у віці 10 років в японському чемпіонаті JAF Junior Karting Championship, перейшов до національного класу 2014 року.

### Японська Формула-4
2016 року Цунода закінчив Судзукську школу кільцевих перегонів, афільовану з компанією Honda, в класі формульних гонок. Після цього став частиною хондовської програми підготовки молодих пілотів. Цього ж року дебютував у японській Формулі-4 на етапі в Судзуці. В першій же гонці Юкі приїхав на друге місце, другу гонку етапу він закінчив четвертим.
Наступного року Цунода провів у серії повний сезон, паралельно виступаючи в східній регіональній серії японської F4. Регіональний чемпіонат він виграв, в основному посів третє місце. В обох чемпіонатах його підтримувала Honda.
2018 року Юкі Цунода знову виступав у японській Формулі-4 і на цей раз став її чемпіоном. Слід зазначити, що він став першим протеже Honda, якому підкорилось це досягнення.

### ФІА Формула-3
2019 року Цунода увійшов до Red Bull Junior Team в рамках початку співпраці між Red Bull та Honda у Формулі-1. В кінці 2018 року було оголошено, що сезон 2019 року Цунода проведе в новоствореній ФІА Формулі-3 в команді Jenzer Motorsport, одній з найслабших команд чемпіонату. Це не завадило японцю здобути 3 подіуми, серед яких була перемога в Монці. Цунода завершив сезон 9-им та здобув 67 очок, при тому що його напарники не завоювали жодного. Окрім цього, того ж року він виступав у відкритому чемпіонаті Євроформули за команду Team Motopark. У цій серії за підсумками сезону посів 4-е місце.

### ФІА Формула-2
На початку 2020 року стало відомо, що Юкі Цунода та індієць Джехан Дарувала будуть виступати у ФІА Формулі-2 за команду Carlin Motorsport. В 24-х заїздах Юкі сім разів фінішував на подіумі та тричі виграв гонку. У підсумку, Цунода набрав 200 очок та посів третє місце в чемпіонаті, лише одне очко програвши віце-чемпіону Каллуму Айлотту. Отримав нагороду імені Антуана Юбера, яку присуджують найкращому новачку сезону..

### Формула-1
Ще до закінчення сезону 2020 року, в серпні, Scuderia AlphaTauri оголосила, що Цунода виступить за команду на молодіжних тестах в Абу-Дабі в грудні. 4 листопада Цунода вперше сів за кермо боліда Формули-1. Приватні тести пройшли в Імолі на трасі, де проходив Гран-прі Емілії-Романьї..
Після молодіжних тестів, 16 грудня, Scuderia AlphaTauri офіційно оголосила про те, що Цунода замінить в команді росіянина Данила Квята в сезоні 2021 року. Юкі Цунода виступатиме в Формулі-1 під номером 22.

## Результати виступів

### Загальна статистика
| Сезон | Серія                           | Команда                            | Гонки | Перемоги | Поули | Н/к | Подіуми | Очки | Місце |
| ----- | ------------------------------- | ---------------------------------- | ----- | -------- | ----- | --- | ------- | ---- | ----- |
| 2016  | Японська Формула-4              | Sutekina Racing Team               | 2     | 0        | 0     | 0   | 1       | 30   | 16    |
| 2017  | Японська Формула-4              | Honda Formula Dream Project        | 14    | 3        | 4     | 1   | 6       | 173  | 3     |
| 2018  | Японська Формула-4              | Honda Formula Dream Project        | 14    | 7        | 8     | 4   | 11      | 245  | 1     |
| 2019  | ФІА Формула-3                   | Jenzer Mototrsport                 | 16    | 1        | 0     | 1   | 3       | 67   | 9     |
| 2019  | Відкритий чемпіонат Євроформули | Motopark                           | 14    | 1        | 0     | 3   | 6       | 151  | 4     |
| 2019  | Гран-прі Макао                  | Hitech Grand Prix                  | 1     | 0        | 0     | 0   | 0       | -    | 11    |
| 2020  | Toyota Racing Series            | M2 Competition                     | 15    | 1        | 0     | 0   | 3       | 257  | 4     |
| 2020  | ФІА Формула-2                   | Carlin                             | 24    | 3        | 4     | 3   | 7       | 200  | 3     |
| 2021  | Формула-1                       | Scuderia AlphaTauri Honda          | 22    | 0        | 0     | 0   | 0       | 32   | 14    |
| 2022  | Формула-1                       | Scuderia AlphaTauri                | 22    | 0        | 0     | 0   | 0       | 12   | 17    |
| 2023  | Формула-1                       | Scuderia AlphaTauri                | 22    | 0        | 0     | 1   | 0       | 17   | 14    |
| 2024  | Формула-1                       | Visa Cash App RB F1 Team           | 24    | 0        | 0     | 0   | 0       | 30   | 12    |
| 2025  | Формула-1                       | Visa Cash App Racing Bulls F1 Team | 2     | 0        | 0     | 0   | 0       | 3*   | 13*   |
| 2025  | Формула-1                       | Oracle Red Bull Racing             | 0     | 0        | 0     | 0   | 0       | 3*   | 13*   |

*Сезон триває.

### Формула-1
| Сезон    | Команда                            | Шасі                  | Двигун                     | 1      | 2       | 3      | 4        | 5        | 6      | 7      | 8      | 9        | 10     | 11     | 12       | 13       | 14     | 15       | 16       | 17       | 18       | 19     | 20       | 21      | 22     | 23     | 24     | Місце | Очки |
| -------- | ---------------------------------- | --------------------- | -------------------------- | ------ | ------- | ------ | -------- | -------- | ------ | ------ | ------ | -------- | ------ | ------ | -------- | -------- | ------ | -------- | -------- | -------- | -------- | ------ | -------- | ------- | ------ | ------ | ------ | ----- | ---- |
| 2021     | Scuderia AlphaTauri Honda          | AlphaTauri AT02       | Honda RA621H 1.6 V6 t      | БАХ 9  | ЕМІ 12  | ПОР 15 | ІСП Схід | МОН 16   | АЗЕ 7  | ФРА 13 | ШТИ 10 | АВТ 12   | ВЕЛ 10 | УГО 6  | БЕЛ 15   | НІД Схід | ІТА НС | РОС 17   | ТУР 14   | США 9    | МЕХ Схід | САП 15 | КАТ 13   | САУ 14  | АБУ 4  |        |        | 14    | 32   |
| 2022     | Scuderia AlphaTauri                | AlphaTauri AT03       | Red Bull RBPTH001 1.6 V6 t | БАХ 8  | САУ НС  | АВС 15 | ЕМІ 7    | МАЯ 12   | ІСП 10 | МОН 17 | АЗЕ 13 | КАН Схід | ВЕЛ 14 | АВТ 16 | ФРА Схід | УГО 19   | БЕЛ 13 | НІД Схід | ІТА 14   | СІН Схід | ЯПО 13   | США 10 | МЕХ Схід | САП 17  | АБУ 11 |        |        | 17    | 12   |
| 2023     | Scuderia AlphaTauri                | AlphaTauri AT04       | Honda RBPTH001 1.6 V6 t    | БАХ 11 | САУ 11  | АВС 10 | АЗЕ 10   | МАЯ 11   | МОН 15 | ІСП 12 | КАН 14 | АВТ 19   | ВЕЛ 16 | УГО 15 | БЕЛ 10   | НІД 15   | ІТА НС | СІН Схід | ЯПО 12   | КАТ 15   | США 8    | МЕХ 12 | САП 96   | ЛВГ 18† | АБУ 8  |        |        | 14    | 17   |
| 2024     | Visa Cash App RB F1 Team           | RB VCARB 01           | Honda RBPTH002 1.6 V6 t    | БАХ 14 | САУ 15  | АВС 7  | ЯПО 10   | КИТ Схід | МАЯ 78 | ЕМІ 10 | МОН 8  | КАН 14   | ІСП 19 | АВТ 14 | ВЕЛ 10   | УГО 9    | БЕЛ 16 | НІД 17   | ІТА Схід | АЗЕ Схід | СІН 12   | США 14 | МЕХ Схід | САП 7   | ЛВГ 9  | КАТ 13 | АБУ 12 | 12    | 30   |
| 2025     | Visa Cash App Racing Bulls F1 Team | Racing Bulls VCARB 02 | Honda RBPTH002 1.6 V6 t    | АВС 12 | КИТ 166 |        |          |          |        |        |        |          |        |        |          |          |        |          |          |          |          |        |          |         |        |        |        | 13*   | 3*   |
| 2025     | Oracle Red Bull Racing             | Red Bull RB21         | Honda RBPTH002 1.6 V6 t    |        |         | ЯПО    | БАХ      | САУ      | МАЯ    | ЕМІ    | МОН    | ІСП      | КАН    | АВТ    | ВЕЛ      | БЕЛ      | УГО    | НІД      | ІТА      | АЗЕ      | СІН      | США    | МЕХ      | САП     | ЛВГ    | КАТ    | АБУ    | 13*   | 3*   |
| Джерело: |                                    |                       |                            |        |         |        |          |          |        |        |        |          |        |        |          |          |        |          |          |          |          |        |          |         |        |        |        |       |      |

* Сезон триває